# Алек Сот
Алек Сот (Alec Soth, 1969, Міннеаполіс, Міннесота) — сучасний американський фотограф. Його кінематографічні фотографії містять елементи фольклору.

## Біографія
Фотографія Алека Сота сягає корінням у традиції Роберта Франка та Волкера Еванса. Сот, завзятий мандрівник, витратив п'ять років, спускаючись вниз по річці Міссурі і документуючи місця та людей, яких він бачив, своєю камерою 8x10. Результат роботи, «Sleeping by the Mississippi», здобув популярність та відгуки критиків завдяки виставкам у Музеї Уїтні і під час Бієнале Сан-Паулу (2004), а також публікації однойменної монографії «Sleeping by the Mississippi», видавництвом Steidl Press.
Фотографії Сота резонують парадоксальним виразом краси та злиднів, індивідуальності і колективної свідомості. Сот відображає конкретну особу кожного з своїх героїв, тонко викриваючи соціологію, яка об'єднує їх. Його символізм натякає на питання національної історії та ідентичності, політичні та економічні передумови, які формують реалії.
Алек Сот був нагороджений у 2003 Призом Санта Фе за фотографію. Його роботи знаходиться у великих публічних і приватних колекціях, включаючи Музей сучасного мистецтва в Сан-Франциско, Музей образотворчих мистецтв в Х'юстоні, Walker Art Center. Фотографії Алека Сота демонструвалися на численних персональних та групових виставках.
Його перша книга, «Sleeping by the Mississippi», була опублікована в 2004. Друга, «Niagara», — 2006. Сот знімав для «New York Times Magazine», «Fortune» та «Newsweek».

## Проекти
- The Last Days of W
- Fashion Magazine
- NIAGARA
- Portraits
- Sleeping by the Mississippi
- Dog Days Bogotá

## Вибрані персональні виставки
- 2012 Мультимедіа Арт Музей, Москва, «Алек Сот: Безжальна красуня»[6]
- 2009 Gagosian Gallery, Нью-Йорк
- 2008 Haunch of Venison, Цюрих
- 2008 Fotomuseum Winterthur, Вінтертур, Швейцарія
- 2008 Stephen Daiter Gallery, Чикаго
- 2008 BBK, Більбао
- 2008 Minneapolis Institute of Arts, Міннеаполіс
- 2008 Jeu de Paume, Париж
- 2007 Weinstein Gallery, Міннеаполіс
- 2007 Power House, Мемфіс
- 2007 Host Gallery, Лондон
- 2006 California Museum of Photography, Ріверсайд
- 2006 Weinstein Gallery, Міннеаполіс
- 2006 Wohnmaschine, Берлін
- 2006 Галерея Гагосяна, Нью-Йорк
- 2006 Des Moines Art Center, Де-Мойн
- 2005 Minneapolis Institute of Arts, Міннеаполіс
- 2004 Open Eye, Ліверпуль
- 2004 Wohnmaschine, Берлін
- 2004 Weinstein Gallery, Міннеаполіс
- 2004 Stephen Wirtz Gallery, Сан-Франциско
- 2004 Yossi Milo Gallery, Нью-Йорк
- 2003 Museum of Contemporary Photography, Чикаго
- 2003 Weitman Gallery of Photography, Вашингтон

## Публікації
- Sleeping by the Mississippi. Göttingen: Steidl, 2004.
- Niagara. Göttingen: Steidl, 2006. ISBN 978-3865212337.
- Fashion Magazine. Paris: Magnum, 2007. ISBN 978-2-9524102-1-2.
- Dog Days Bogota. Göttingen: Steidl, 2007. ISBN 978-3-865214-51-5.
- Last Days of W. St. Paul, MN: Little Brown Mushroom, 2008.
- Sheep. TBW Subscription Series #2. Oakland, CA: TBW, 2009. Накладом 800 примірників.
- Broken Manual. Göttingen: Steidl, 2010. ISBN 978-3-869301-99-0. With Lester B. Morrison.
- From Here to There: Alec Soth’s America. Minneapolis, MN: Walker Art Center, 2010. ISBN 978-0-935640-96-0.
- Ash Wednesday, New Orleans. Kamakura, Japan: Super Labo, 2010.
- One Mississippi. Nazraeli Press, 2010.
- Lonely Boy Mag. No. A-1: Alec Soth’s Midwestern Exotica. St. Paul, MN: Little Brown Mushroom, 2011. Накладом 1000 примірників.
- La Belle Dame Sans Merci. Edizioni Punctum, 2011. Накладом 500 примірників.
- Looking for Love. Berlin: Kominek Bücher, 2012.
- Ohio. LBM Dispatch #1. Saint Paul, MN: Little Brown Mushroom, 2012. ASIN B008ESQB4Y. Text by Brad Zellar. Накладом 2000 примірників.
- Upstate. LBM Dispatch #2. Saint Paul, MN: Little Brown Mushroom, 2012. Text by Brad Zellar. Накладом 2000 примірників.
- Michigan. LBM Dispatch #3. Saint Paul, MN: Little Brown Mushroom, 2012. ASIN B00BT1KY14. Text by Brad Zellar. Накладом 2000 примірників.
- Three Valleys. LBM Dispatch #4. Saint Paul, MN: Little Brown Mushroom, 2013. Text by Brad Zellar. Накладом 2000 примірників.
- Colorado. LBM Dispatch #5. Saint Paul, MN: Little Brown Mushroom, 2013. Text by Brad Zellar Накладом 2000 примірників.
- Texas. LBM Dispatch #6. Saint Paul, MN: Little Brown Mushroom, 2013. Text by Brad Zellar. Накладом 2000 примірників.
- Georgia. LBM Dispatch #7. Saint Paul, MN: Little Brown Mushroom, 2014. Text by Brad Zellar. Накладом 2000 примірників.
- Ping Pong Conversations: Alec Soth with Francesco Zanot. Rome: Contrasto, 2013. ISBN 978-8869654091.
- Bogota Funsaver. One Picture Book 88. Portland, OR: Nazraeli Press, 2014. ISBN 9781590054178. Накладом 500 примірників.
- Songbook. Göttingen: Steidl, 2015. ISBN 978-1910164020.
- Gathered Leaves. London: Mack, 2015. ISBN 9781910164365.

### Співпраця
- The Image To Come: How Cinema Inspires Photographers. Göttingen: Steidl, 2007.
- Suburban World: The Norling Photos. Saint Paul, MN: Minnesota Historical Society; Borealis, 2008. ISBN 9780873516099. Brad Zellar, Irwin D. Norling, Alec Soth.
- Georgian Spring: A Magnum Journal = ქართულიგაზაფხული მაგნუმი ს დღიურები. London: Chris Boot, New York: Magnum, 2009. ISBN 978-1905712151.
- Brighton Picture Hunt. Brighton: Photoworks, 2010. ISBN 978-1903796429. Photographs by Carmen Soth, edited by Alec Soth.
- One Day: 10 Photographers. Heidelberg: Kehrer, 2011. ISBN 978-3-86828-173-6.
- The Auckland Project. Santa Fe, NM: Radius, 2011. ISBN 978-1-934435-26-7.
- The 1968 Project: A Nation Coming of Age. Saint Paul, MN: Minnesota Historical Society Press, 2011. ISBN 9780873518420. Brad Zellar, Alec Soth.
- Rodarte. Photographs by Soth and Catherine Opie. JRP|Ringier, 2011.
- Postcards From America. Photographs by Soth, Jim Goldberg, Susan Meiselas, Paolo Pellegrin, Mikhael Subotzky, and Ginger Strand. Magnum, 2011.
- House of Coates. Photographs by Alec Soth and Lester B. Morrison, text by Brad Zellar.
  - Saint Paul, MN: Little Brown Mushroom, 2012. ISBN 9781199591036.
  - Coffee House, 2014. ISBN 978-1566893701.
- The Open Road: Photography & the American Road Trip. Edited and with text by David Campany, photographs by Robert Frank, Ed Ruscha, Inge Morath, Garry Winogrand, William Egglestone, Lee Friedlander, Joel Meyerowitz, Jacob Holdt, Stephen Shore, Soth, Bernard Plossu, Victor Burgin, Joel Sternfeld, Shin'ya Fujiwara, Todd Hido, Ryan McGinley, Justine Kurland, and Taiyo Onorato and Nico Krebs.
  - New York: Aperture, 2014. ISBN 978-1-59711-240-6.
  - Road Trips: Voyages photographiques à travers l’Amérique. Paris: Textuel, 2014. ISBN 9782845975002.
  - En la Carretera: Viajes fotográficos a través de Norteamérica. Madrid: La Fábrica, 2014. ISBN 9788415691822.
- About Face. San Francisco: Pier 24 Photography, 2014. ISBN 978-0-9839917-2-4. Накладом 1000 примірників. Каталог.
- Rochester 585/716: A Postcard from America Project. New York: Aperture; San Francisco: Pier 24 Photography, 2015. ISBN 978-1-59711-340-3. Накладом 1000 примірників.[7][8]

## Громадська діяльність
У 2018 р. підписав звернення Американського ПЕН-центру на захист українського режисера Олега Сенцова, політв'язня у Росії.